# Kozîn, Mîronivka
Kozîn (în ucraineană Козин) este localitatea de reședință a comunei Kozîn din raionul Mîronivka, regiunea Kiev, Ucraina.

## Demografie
Componența lingvistică a localității Kozîn
     Ucraineană (96,78%)
     Rusă (2,3%)
     Alte limbi (0,38%)
Conform recensământului din 2001, majoritatea populației localității Kozîn era vorbitoare de ucraineană (96,78%), existând în minoritate și vorbitori de rusă (2,3%).

## Legături externe
- pl Kozin în Dicționarul geografic al Regatului Poloniei și al altor țări slave, volum IV (Kęs — Kutno) anul 1883

- pl Kozin în Dicționarul geografic al Regatului Poloniei și al altor țări slave, volum V (Kutowa Wola — Malczyce) anul 1884

- pl Kozin în Dicționarul geografic al Regatului Poloniei și al altor țări slave, volum XV, p. 2 (Januszpol — Wola Justowska)1902